# Ann Pudeator
Ann Pudeator (?-22 de septiembre de 1692) fue una viuda septuagenaria acusada y declarada culpable de brujería en los juicios de brujas de Salem en el Massachusetts colonial. Fue ejecutada por ahorcamiento.: 113 

## Vida personal
El nombre de soltera de Ann no se conoce, ni el lugar de su nacimiento. Thomas Greenslade fue su primer marido y tuvieron cinco hijos (Thomas, Jr., Ruth, John, Samuel y James).
Después de la muerte de Thomas en 1674, fue contratada por Jacob Pudeator para cuidar a su esposa alcohólica, que murió en 1675. Ann entonces se casó con Jacob en 1676. Jacob murió en 1682.: 89 
Algunas personas han teorizado que probablemente la ocupación de Ann Pudeator como enfermera y matrona, junto a su característica manera de ser, la hizo vulnerable a cargos de brujería.

## Juicio
Cuando se la acusó de brujería, el inventario de las supuestas ofensas de Goody Pudeator incluía:
- Presentar el Libro del Diablo a una chica y obligarla a firmarlo.
- Encantamiento, causando la muerte de la esposa de un vecino.
- Aparecer en forma espectral a las niñas afligidas.
- Tener materiales de brujería en su casa, que ella decía era grasa para hacer jabón.
- Tortura con alfileres.
- Causarle a un hombre una caída desde un árbol.
- Matar a su segundo marido y su primera esposa.
- Convertirse en un pájaro y volar en su casa.

Muchas de estas alegaciones estuvieron hechas por Mary Warren, una de las llamadas "chicas afligidas".: 187  Sus otros acusadores eran Ann Putnam, Jr., John Best, Sr., John Best, Jr., y Samuel Pickworth. Ann Pudeator fue enjuiciada y sentenciada a muerte el 19 de septiembre de 1692, junto con Alice Parker, Dorcas Hoar, Mary Bradbury, y Mary Easty.: 182  Fue colgada en Gallows Hill en Salem el 22 de septiembre. No se sabe dónde está enterrada.
El hijo de Ann, Thomas, atestiguó en contra de George Burroughs en su juicio por brujería.
En octubre de 1710, el Tribunal General aprobó un acto revocando las convicciones de aquellos por quienes sus familias habían abogado, pero Ann Pudeator no estaba entre ellos.: 206 : 91 
Pudeator fue exonerada en 1957 por la Corte General de Massachusetts, en parte debido a los esfuerzos de Lee Greenslit, un editor de libros de texto del medio oeste que leyó sobre la ejecución de Ann, mientras investigaba los orígenes de su familia.

## Nota
1. ↑  La ortografía del nombre era inestable, y aparece como Greenslit, Greenslet, y Greenslade, junto con otras variaciones.